# Carroll Baker (Schauspielerin)

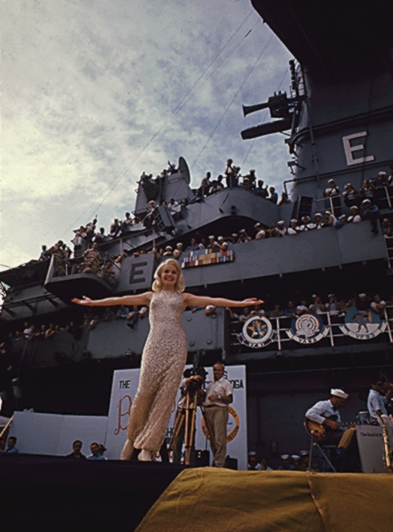
Carroll Baker auf der Ticonderoga (1965)

Carroll Baker (* 28. Mai 1931 in Johnstown, Pennsylvania) ist eine US-amerikanische Schauspielerin. Sie feierte ihre größten Erfolge in den 1950er und 1960er Jahren mit Filmen wie Baby Doll, Weites Land und Das war der Wilde Westen.

## Leben
Baker hat irische und polnische Vorfahren. Anfang der 1950er Jahre wurde Carroll Baker – zusammen mit dem gleichaltrigen James Dean – an Lee Strasbergs Actors Studio ausgebildet. Ab 1952 war sie in einigen Produktionen im gerade aufkommenden US-Fernsehen zu sehen. 1953 spielte sie an der Seite von Brian Aherne ihre erste Hauptrolle am Broadway. Im selben Jahr machte sie auch ihr Filmdebüt neben Esther Williams im Musical Du bist so leicht zu lieben.
Drei Jahre später, in ihrem ersten größeren Film, traf sie James Dean wieder: In Giganten spielte sie die Tochter von Rock Hudson und Elizabeth Taylor, die im wirklichen Leben neun Monate jünger war als sie. Warner Brothers wollte die blonde, attraktiv wirkende Schauspielerin als Konkurrenz zu Marilyn Monroe aufbauen und dementsprechend wurden ihre Rollen auch ausgewählt. Ihren Durchbruch hatte sie als Kindfrau in ihrem dritten Spielfilm Baby Doll unter der Regie von Elia Kazan. In dem Skandalfilm lieferte sie an der Seite von Karl Malden und Eli Wallach für viele Kritiker ihre beste schauspielerische Leistung ab. Sie erhielt Nominierungen für den  Oscar als beste Hauptdarstellerin und den Golden Globe als beste Nachwuchsdarstellerin.

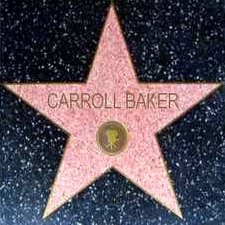
Bakers Stern auf dem Hollywood Walk of Fame

Obwohl Baker in weiteren erfolgreichen Filmen mitspielte, sollte ihr Bekanntheitsgrad nicht den der Monroe erreichen. Sie verkörperte unter anderem die Verlobte von Gregory Peck in William Wylers Western Weites Land (1958) und spielte die Titelrolle im Melodram Die Madonna mit den zwei Gesichtern (1959). Im Jahr 1962 wurde sie mit der zentralen Rolle im aufwendigen Westernepos Das war der Wilde Westen betraut. Nach dem Beginn ihrer Filmkarriere kehrte sie nur noch ein einziges Mal auf die Bühne zurück: 1962 inszenierte Garson Kanin mit ihr sein Stück Come On Strong, in dem sie an der Seite von Van Johnson auftrat. 1965 erhielt sie die Titelrolle in Die Welt der Jean Harlow, der Verfilmung des Lebens von Jean Harlow, der ersten Sexbombe Hollywoods.
Ende der 1960er Jahre ging sie nach Europa und drehte dort bis Mitte der 1970er Jahre unter anderem einige heute als Kultfilme verehrte italienische Krimis, unter anderem mehrere Filme mit dem italienischen Regisseur Umberto Lenzi. Nach ihrer Rückkehr in die USA wirkte sie 1976 in Andy Warhols Bad mit. Von den 1980er Jahren bis zu ihrer letzten Rolle in der Fernsehserie The Lyon’s Den im Jahr 2003 spielte sie vermehrt in Fernsehproduktionen. Gelegentlich übernahm Baker auch Nebenrollen in Kinofilmen, so als aggressive Mutter eines gefährlichen Kriminellen in der Actionkomödie Kindergarten Cop (1990) neben Arnold Schwarzenegger.
Carroll Baker war in dritter Ehe ab 1982 bis zu dessen Tod im Jahr 2007 mit dem Schauspieler Donald Burton verheiratet. Ihre Tochter Blanche Baker, die der Ehe mit dem Regisseur Jack Garfein entstammt, wurde ebenfalls Schauspielerin.

## Filmografie (Auswahl)
- 1953: Du bist so leicht zu lieben (Easy to Love)
- 1956: Giganten (Giant)
- 1956: Baby Doll – Begehre nicht des anderen Weib (Baby Doll)
- 1958: Weites Land (The Big Country)
- 1959: Bei mir nicht (But Not for Me)
- 1959: Die Madonna mit den zwei Gesichtern (The Miracle)
- 1961: Die Brücke zur Sonne (Bridge to the Sun)
- 1961: Wilde Knospen (Something Wild)
- 1962: Das war der Wilde Westen (How the West Was Won)
- 1963: Endstation 13 Sahara (Station Six-Sahara)
- 1964: Die Unersättlichen (The Carpetbaggers)
- 1964: Cheyenne (Cheyenne Autumn)
- 1965: Das Vorleben der Sylvia West (Sylvia)
- 1965: Die größte Geschichte aller Zeiten (The Greatest Story Ever Told)
- 1965: Südlich vom Pangani-Fluß (Mister Moses)
- 1965: Die Welt der Jean Harlow (Harlow)
- 1967: Der Diamantenprinz (Jack of Diamonds)
- 1968: Der schöne Körper der Deborah (Il dolce corpo di Deborah)
- 1969: Orgasmo
- 1969: Kiss me, Kill me! (Così dolce … così perversa)
- 1970: Paranoia
- 1971: Captain Apache
- 1971: Die Diamantenlady (Il diavolo a sette facce)
- 1973: Foltergarten der Sinnlichkeit 2 (Baba Yaga)
- 1974: The Body (Il corpo)
- 1975: Komm, wir machen Liebe (La moglie vergine)
- 1975: Zerschossene Träume
- 1976: Ab morgen sind wir reich und ehrlich
- 1976: Thriller (Fernsehserie, Folge 6x02)
- 1976: Zerschossene Träume
- 1977: Andy Warhol’s Bad
- 1978: Tornado (Cyclone)
- 1980: Schrei der Verlorenen (The Watcher in the Woods)
- 1983: Star 80
- 1983: Der rote Monarch (Red Monarch, Fernsehfilm)
- 1985: Wölfe jagen nie allein (Hitler’s SS: Portrait in Evil, Fernsehfilm)
- 1986: Native Son
- 1987: Wolfsmilch (Ironweed)
- 1990: Kindergarten Cop
- 1991: Geschichten aus der Gruft (Tales from the Crypt, Fernsehserie, Folge 3x03)
- 1991: Blonde Fist
- 1993: Das jüngste Gericht – John Lists Story (Judgment Day: The John List Story, Fernsehfilm)
- 1993: Der geschlagene Mann (Men Don’t Tell, Fernsehfilm)
- 1993: Mord ist ihr Hobby (Murder, She Wrote, Fernsehserie, Folge 9x22)
- 1993: L.A. Law – Staranwälte, Tricks, Prozesse (L.A. Law, Fernsehserie, drei Folgen)
- 1993: Psycho Attraction – Spiel mit dem Feuer (A Kiss to Die For, Fernsehfilm)
- 1995: Chicago Hope – Endstation Hoffnung (Chicago Hope, Fernsehserie, Folge 1x17)
- 1995: Im Sog des Bösen (Desperate Measures)
- 1997: Die Verborgene Gruft (Skeletons, Fernsehfilm)
- 1997: The Game
- 1997: Herz voller Tränen (Heart Full of Rain, Fernsehfilm)
- 1998: Anne Rice: Im Angesicht von Gut und Böse (Rag and Bone, Fernsehfilm)
- 2000: Der Mann der Anderen (Another Woman’s Husband, Fernsehfilm)
- 2003: The Lyon’s Den (Fernsehserie, Folge 1x07)